# Jack Geller
Jack Geller is een personage uit de sitcom Friends. Hij is de vader van Monica en Ross, de schoonvader van Rachel en Chandler en de man van Judy. De rol wordt vertolkt door Elliott Gould.

## Biografie
Jack is vooral bekend omwille van zijn ongepaste opmerkingen. Deze worden vaak gevolgd door I'm just saying [...]. Ook heeft hij vaak heel gekke ideeën, zo wilde hij ijsjes verkopen via het internet en gedroogde tomaten produceren.
In tegenstelling tot Judy geeft Jack wel aandacht aan zijn beide kinderen (Ross en Monica). Desondanks kwam in seizoen zeven uit dat Jack dozen met herinneringen uit Monica's kindertijd had gebruikt om zijn Porsche te beschermen tegen een overstroming. Ondanks dat Ross en Jack hun uiterste best deden om de herinneringen te redden, lukte dit niet en kwam Monica erachter. Ze dreigde ermee Judy te vertellen over Jacks rookverslaving, waarop Jack Monica zijn Porsche geeft. Dit maakt Ross jaloers, ondanks dat hij vroeger altijd werd bevoordeeld.
Zowel Jack als Judy ergeren zich vaak aan de zes Friends. Zo bijvoorbeeld aan Ross die drie keer is getrouwd, Monica's speech op hun 35ste huwelijksverjaardag, Chandler die per ongeluk op Jacks schoot ging zitten in de naaktsauna, de gekke opmerkingen van Phoebe en Joey en de kookkunsten van Rachel.

## Prijs
The Seattle Times plaatste Jack en Judy samen op de tweede plaats als beste gastpersonage van 2004 in een serie.
Bedenkers: Marta Kauffman · David Crane 

Friends: Rachel Green (Jennifer Aniston) · Monica Geller (Courteney Cox) · Ross Geller (David Schwimmer) · Phoebe Buffay (Lisa Kudrow) · Chandler Bing (Matthew Perry) · Joey Tribbiani (Matt LeBlanc)

Nevenpersonages: Gunther (James Michael Tyler) · Janice Litman-Goralnick (Maggie Wheeler) · Mike Hannigan (Paul Rudd) · Ben Geller (Cole Sprouse) · Jack Geller (Elliott Gould) · Judy Geller (Christina Pickles)

Titelsong: The Rembrandts - I'll Be There for You 

Spin-off: Joey (afleveringen)

Overig: Central Perk · gastrollen · afleveringen